# Доліна Вероніка Аркадіївна
Вероніка Аркадіївна До́ліна (рос. Верони́ка Арка́дьевна До́лина; 2 січня 1956, Москва, Російська РФСР) — російська поетеса, бард. Відома як виконавець пісень із середини 1970-х років.

## Життєпис
1979 року закінчила Московський педагогічний  державний університет, працювала викладачем французької мови, бібліотекарем, співробітником редакції фізичного наукового журналу.

## Творчість
З 1970 року пише і виконує пісні на власні вірші. Серед найвідоміших пісень: «Середньовічний діалог» (рос. Средневековый диалог), «Не пускайте поета в Париж» (рос. Не пускайте поэта в Париж), «Коли б ми жили без затій» (рос. Когда б мы жили без затей) та багато інших. 1986 року фірма «Мелодія» видала першу грамплатівку Доліної — «Дозвольте бути Вам вірною» (рос. Позвольте быть вам верной), а за нею й інші (загалом дев’ять платівок; зокрема платівка «Мій дім літає» (рос. Мой дом летает) тиражем більш ніж 1 млн екземплярів).
1987 року в Парижі видана перша поетична збірка Доліної французькою та російською мовами. 1989 рік — виданий перший компакт-диск творів поетеси «Елітарні штучки» (рос. Элитарные штучки). З концертами відвідала Німеччину, Францію, Ізраїль, США, Канаду та інші країни. 2005 року нагороджена літературною премією «Вінець» (рос. «Венец»).
Станом на початок 2014 року видано 19 збірок віршів, 9 платівок та 24 компакт-диски поетеси.
2014 року у видавництві «Фоліо» російською мовою був виданий переклад збірки ляйсів Марі де Франс під назвою «12 повестей Марии Французской», здійснений поетесою.

## Громадянська позиція
21 лютого 2022 року підписала відкритий колективний лист російського Конгресу інтелігенції «„Ви будете прокляті!“ Паліям війни», в якому йдеться про історичну відповідальність влади РФ за розпалювання «великої війни з Україною». Того ж місяця засудила російське вторгнення в Україну.

## Родина
Син, Антон Долин — російський журналіст.